# Pro Roller Hockey League
Die Pro Roller Hockey League Germany ist eine Inlinehockey-Liga, die seit 2020 vom PRHL e.V. organisiert wird. Seit 2021 wird eine Kooperation mit der Fachkommission DRIV Inlinehockey des Deutschen Rollsport und Inline-Verband e.V. angestrebt. Da der DRIV keinerlei Interesse hat, sich um die Mitglieder der PRHL zu kümmern, wurde der DIHV gegründet.

## Spielbetrieb
Bis 2017 wurde der Meister in der IHD-Bundesliga ermittelt. Seit 2020 wurde die Fachkommission Inlinehockey neu aufgestellt und die Meisterschaft über die Pro Roller Hockey League Germany ausgetragen. Dabei gibt es verschiedene Division. Die höchste Spielklasse nennt sich Pro Division. In dieser Division spielen 2021 sieben Teams. Zudem gibt es Divisionen in Hessen, Bayern, Baden-Württemberg und Nordrhein-Westfalen, die einem Regional- oder Oberliganiveau entsprechen, die Division Starter für Einsteiger in Hessen und Baden-Württemberg auf Landesliganiveau und neben den Nachwuchsligen in den Altersklassen U20, U17 und U15 eine Ü35-Liga.

## Teilnehmer der Saison 2021
Der Saisonbeginn der Division Pro war am 26. Juni, der der Landesdivisionen war am 3. Juli. Alle Divisionen werden in Form von Turnierspieltagen ausgetragen. Das Final4 der Division Pro fand in Beverungen statt.

### Division Pro
Gruppe A
- Uedesheim Renegades (Titelverteidiger)
- QuadRats Mannheim
- Kaufungen Hornets
- Pinguine Baunatal

Gruppe B
- Rhein-Main Patriots Assenheim
- Frankfurt Mainprimaten
- Oberhausen Miners
- Hauptstadt Jungs Berlin

### Division NRW
- Uedesheim Renegades II
- Green Hornets Kaarst
- Ratingen S.W.A.T.
- Neuss Centurions Novesia
- Krefeld Hawks

### Division Hessen
Gruppe A
- Frankfurt Mainprimaten 2
- Langen White Wolves
- Kornberg Crusaders
- Rüsselsheim Royals
- RECoons Hanau

Gruppe B
- Bad Nauheim Black Devils
- Gießen Ducks
- Herborn Crocodiles
- Vintage Blues
- Wölfersheim Devils
- Taunus Wild Hogs

Spielmodus

In der Hessen-Division sollen 100 Spiele stattfinden.

### Division Baden-Württemberg
Gruppe A
- Saar Pirates Saarbrücken
- K-Town Kaiserslautern
- Winnenden Fastbreakers
- Waldbronn Huskies

Gruppe B
- Heidelberg Lions
- Hof Salamander
- ISC Mannheim
- Karlsruhe WhiteStags

### Division Bayern
- ESV Dachau Woodpeckers
- Inline-Team Bayern
- Devils Ulm/Neu-Ulm
- Badgers HC München
- Ice Panthers Munich
- Schwabach Blue Lions

### Division Starter
Gruppe A
- Fulle Phoenix
- Heidelberg Lions II
- Schwetzingen Huskies
- SG Gießen Herborn

Gruppe B
- Buchen Maniacs
- Karlsruhe WhiteStags II
- Nordheim Piranhas
- Waldbronn Huskies II

### Division Ü35
- Bad Nauheim
- Berlin
- Mannheim
- Team Bayern
- Team NRW

### Division U20
- Heidelberg Lions
- ISC Mannheim
- SG Baunatal/Kaufungen
- SG Karlsruhe/Uedesheim
- Taunus Wild Hogs

### Division U17
- ISC Mannheim
- SG Baunatal/Kaufungen
- SG Taunus/Langen/Kronberg
- Saar Pirates Saarbrücken

### Division U15
- Heidelberg Lions
- Langen White Wolves
- SG Kronberg/Bad Soden
- Saar Pirates Saarbrücken
- Schwetzingen Huskies

## Bisherige Meister
- 2020: Uedesheim Renegades[4]
- 2021: Pinguine Baunatal[5]